# Hans-Jürgen Wolter
Hans-Jürgen Wolter (* 26. Februar 1941 in Lübeck; † 25. Februar 2019 ebenda) war ein deutscher Rechtsanwalt und Politiker (SPD).

## Leben
Wolter begann nach dem Besuch der Realschule 1957 eine Ausbildung als Lacklaborant. Im Jahr 1958 trat er der SPD bei. Ab 1959 absolvierte er eine Ausbildung in der Kommunalverwaltung und arbeitete unter anderem als Stadtinspektor.
In den Jahren 1965 bis 1967 studierte er an der Hamburger Universität für Wirtschaft und Politik und schloss das Studium als Diplom-Volkswirt ab. Daneben war er ab 1965 journalistischer freier Mitarbeiter des Lübecker Morgen und der Nordwoche, 1970/1971 Redakteur der Nordwoche in Lübeck.
Im Jahr 1968 wurde er zum Hochschulstudium ohne Reifezeugnis zugelassen und studierte bis 1973 Rechtswissenschaften an der Universität Hamburg. Im April 1970 wurde er in die Lübecker Bürgerschaft gewählt, der er bis Mai 1975 angehörte. Sein Erstes Staatsexamen legte Wolter 1973, das Zweite 1976 ab und arbeitete von da an als Rechtsanwalt in Lübeck.
Im Jahr 1975 wurde Wolter im Landtagswahlkreis Lübeck-Ost in den Landtag Schleswig-Holsteins gewählt. 1979 errang er das Direktmandat erneut und gehörte dem Landtag bis 1983 an. Er war Mitglied des Landesplanungsausschusses und des Innenausschusses sowie von drei Untersuchungsausschüssen, darunter der Untersuchungsausschuss Klinikapotheke und der Untersuchungsausschuss Verfassungsschutz. Von 1975 bis 1981 war er Mitglied des Richterwahlausschusses. Nach einer Razzia in den Lübecker Wallanlagen und einer Verurteilung wegen Verstosses gegen den § 175 trat er von seinem Mandat zurück.
Wolter war ab 1982 Fachanwalt für Arbeitsrecht und Fachanwalt für Sozialrecht.
Seit 1978 war er Vorsitzender der Rechtsfürsorge e.V. Lübeck – Resohilfe, einer Tochtergesellschaft der Gesellschaft zur Beförderung gemeinnütziger Tätigkeit; er gehörte zudem dem Redaktionsausschuss der Lübeckischen Blätter an. Er war Vorstandsmitglied von Arbeiterwohlfahrt und Arbeiter-Samariter-Bund in Lübeck sowie Gründungs- und Vorstandsmitglied im LSVD Schleswig-Holstein. Über 40 Jahre war er Revisor bei der Gesellschaft der Freunde und Förderer des Fachbereiches Sozialökonomie (vormals HWP) e.V. in Hamburg.
Wolter starb im Februar 2019 einen Tag vor seinem 78. Geburtstag.